# Powiat Abu
Powiat Abu (jap. 阿武郡 Abu-gun) – powiat w Japonii, w prefekturze Yamaguchi. W 2024 roku liczył 2899 mieszkańców.

## Miejscowości
- Abu